# Красна Глинка (Нижньогородська область)
Красна Глинка (рос. Красная Глинка) — селище в Бутурлинському районі Нижньогородської області Російської Федерації.
Населення становить 331 особу. Входить до складу муніципального утворення Каменищенська сільрада.

## Історія
Від 2009 року входить до складу муніципального утворення Каменищенська сільрада.

## Населення
| 1999 | 2002 | 2010 |
| ---- | ---- | ---- |
| 391  | ↘365 | ↘331 |